# Миколай Остророг
Миколай Остророг на прізвисько «Латина» (пол. Mikołaj Ostroróg, 1593 — між 12 і 20 квітня 1651) — польський шляхтич, політичний діяч і воєначальник. З 1634 року коронний підстолій, з 1636 року — крайчий великий коронний, з 1638 року — підчаший великий коронний. Один з трьох реґіментарів королівських армій у 1648–1649 роках, під час битви під Пилявцями отримав прізвисько «Латина». Представник роду Остроругів гербу Наленч.

## Біографія

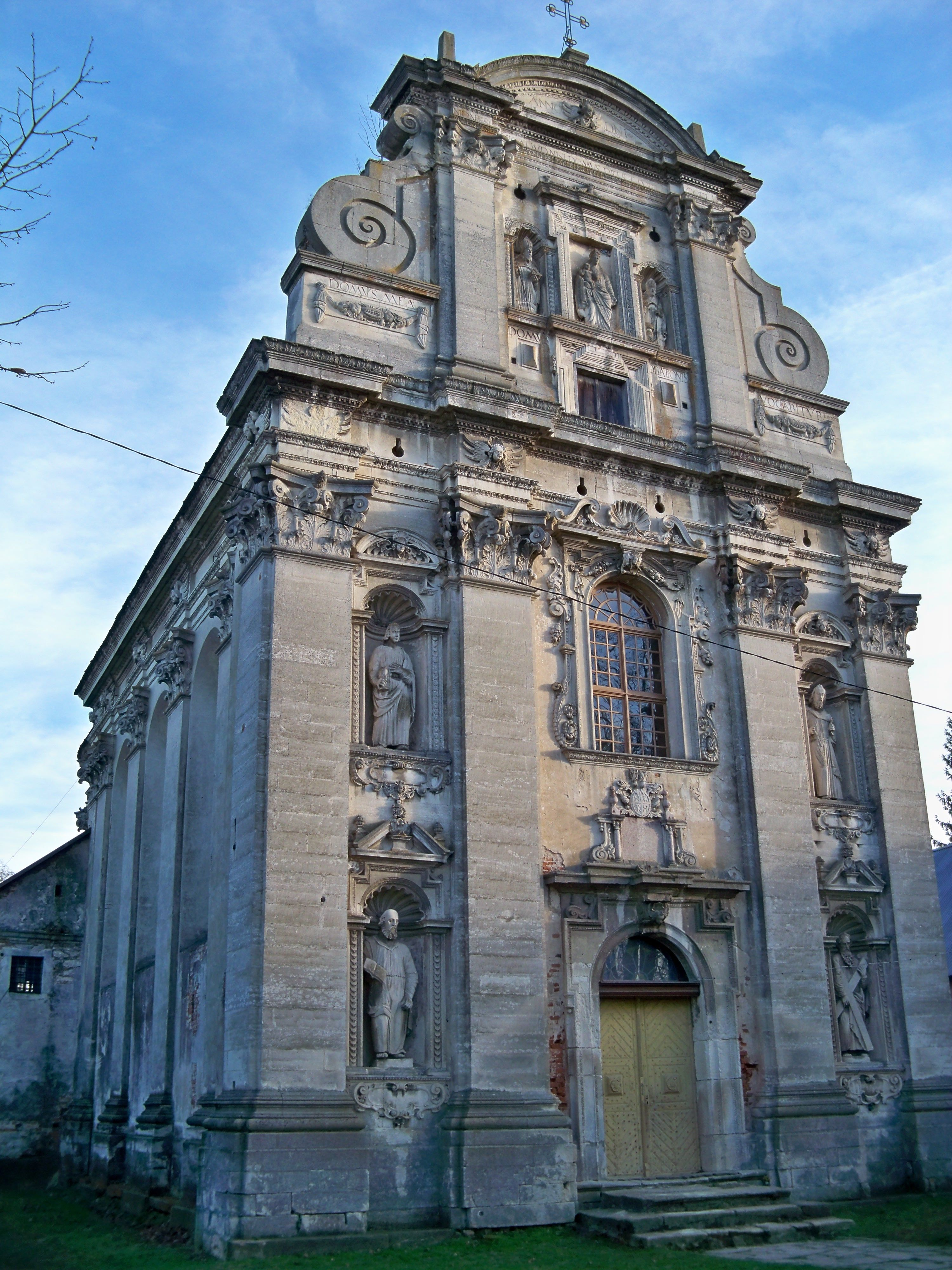
Костел Різдва Пресвятої Богородиці

Старший син познаньського воєводи Яна Остророга та його дружини Катажини Мелецької, внук великого гетьмана коронного Миколая Мелецького.
У 1603 році вступив до Академії у Замості під доглядом Шимона Шимоновича. Навчався разом з Томашом Замойським, Миколаєм Потоцьким-«ведмежою лабою». Крім того, навчався за кордоном у Відні 1613, в Кельні, Падуї від 1618–1619. Брав участь в Хотинській битві 1621. Батько перед смертю довірив йому опіку над молодшими братами у 1622 р. Посол на сейми від Руського та Белзького воєводств.
Був 8 лютого — 17 березня 1633 року маршалком Сейму, захищаючи політику уряду. Був відомий своєю вченістю, добре знав латину.
В 1648 році був винен, якийсь час не сплачував львівському купцю Філіппові Дуччі 520 злотих. Як воєначальник коронний — реґіментар — брав участь у придушенні повстання Хмельницького. Козаки в насмішку над його вченістю називали його «латина» (відповідно, Владислава Заславського-Острозького та Олександра Конецпольського називали «перина» і «дитина»). Серед них трьох відігравав провідну роль. В липні 1648 року висунув хибний — але прийнятий В. Д. Заславським — проект розташування коронних військ 3-ма таборами (Крем'янець, Чажовський міст, Глиняни (тут хотів стати сам)). 14 вересня 1648 року не наважився атакувати Старокостянтинів, 15 вересня після початку штурму міста військами Вишневецького та Конєцпольського прибув їм на допомогу.
Був одним з командирів у розгромній для поляків битві під Пилявцями в 1648 році. Пізніше звинувачував Ярему Вишневецького, Януша Тишкевича, Героніма Радзєйовського, що вони першими почали втікати з поля битви. У відповідь ті звинуватили його в тому ж. Роком пізніше брав участь в облозі Збаража, командуючи дивізією; був поранений (прострілено носок).
У листопаді 1642 року брав участь у похоронах вдови Томаша Замойського Катерини з князів Острозькі, був одним з посередників укладання шлюбу між його донькою Йоанною Барбарою та гетьмановичем Олександром Конецпольським.
Помер між 12 лютого і 20 квітня 1651. На момент смерті був старостою рогатинським, дроговизьким, ґарволінським. Похорони були в Любліні за участи багатьох достойників.

## Маєтності, посади, фундації
Мав значні маєтки в Руському воєводстві, в значній мірі одідичені від Мєлєцких. Звикло мешкав у Комарному. В 1637 році отримав дозвіл короля на випалювання поташу в лісах немирівських і на 12 років в Лисянці. В 1604 році був старостою дроговизьким, в 1623—1641 — миколаївським, в 1633—1634 — косцянським (в 1641 став Пйотр Жеґоцький), лисянським, з 1641 року — рогатинським (в 1650 році передав сину Янові), 15 березня 1646—1647 — буським, з 1649 року — іновроцлавським. В 1647 році відступив Тикоцинське староство Янові Весслю.
Фундатор будівництва костелу Різдва Пресвятої Богородиці (Комарно).

## Сім'я
Дружина — Барбара з Ґурки Рошковська. Діти:
- Катажина — дружина брацлавського воєводи Пйотра Потоцького, белзького каштеляна Яна Александра Мишковського
- Зиґмунт Ян — староста рогатинський
- Миколай — староста дроговизький
- Анджей — ротмістр коругви козацької
- Станіслав — канонік краківський